# وينغ تشون
وينغ تشون (بالصينية التقليدية:詠春拳) (بالإنجليزية: Wing Chun Kuen)‏، هو فن من الفنون القتالية الصينية التقليدية، أصلها من جنوب الصين، تدريباته مُعِدة للقتال المتلاحم، بما في ذلك تقنيات اليد الفارغة والتعامل مع الأسلحة. وهو من أساليب الكونغ فو من المدرسة الجنوبية يعتبر هذا الأسلوب قوياً جداً مقارنةٍ ببقية الأساليب كما أن تعلمه ممكن وسهل للجميع.
ظهرت شهرته بعد عرض فيلم المعلم الصيني ييب مان، ولقد انتشر بكثرة في كل أنحاء العالم وله أسرار لا يعرفها الكثير ولا يزال الكثير من المعلمين المشهورين على قيد الحياة.
و جدّ متطورة في هونغ كونغ وتايوان، وفي القرن العشرين حافظ على التوسع السريع في أوروبا والولايات المتحدة الأمريكية.

## نبذة تاريخية
لقد تم تناقل فن القتالي وينج تشون من المعلم إلى التلميذ بدلاً من تناقله عن طريق الوثائق، مما أدى إلى صعوبة معرفة مؤسس فن الوينغ تشون القتالي، لقد سعى البعض إلى تطبيق فنون وينج تشون التي حظيت بانتقادات عالية، والبعض اراد ان يعرف الهدف الحقيقي من وضع الفن القتالي وينج تشون.
لقد بدأ ظهور الفن القتالي وينج تشون بشكل مستقل في حقبة المعلم ليونغ جان، الذي جعل من اصولهِ فروع لينة قابلة للتعديل. لكن أكثر اللأقوال الشائعة تشير إلى أن فن وينج تشون يرجع أصله إلى راهبة من معبد الشاولين في عصر حكومة تشينغ في القرن السابع عشر الميلادي (1633م) اسمها (نغ موي، أو وونغ ماي)و في هذا الوقت قامت الحكومة بالاعتداء على معبد الشاولين مما أدى إلى هروب بعض كبار الكهنة والرهبان وكانت (نغ موى) أحد هؤلاء الرهبان الذين تمكنوا من الهرب وكانت آنذاك قد ابتكرت أسلوبا قتاليًا جديدا كانت قد اكتشفته من قتال أفعى تحمى نفسها من هجوم طائر الكركي أسمته (سيو نيم تاو) ولأنها كانت تشعر أن الموت قريب منها كان لابد لها أن تبحث عن شخص أمين تعلمه هذا الأسلوب ومن ثم تعرفت على شابة في العشرين من عمرها اسمها (يم وينج تشون) وقد كانت تعلمت الكونغ فو وأتقنته على يد والدها (يم يي) والذي كان يمتلك متجرا للتوفو آنذاك فقامت بتعليمها هذا الأسلوب (سيو نيم تاو) وكان هذا الأسلوب هو النواة التي منها بدأت (وينج تشون) بتطوير أسلوبها القتالي حتى عرف الأسلوب بعد ذلك بإسمها إلى وقتنا هذا.

### إيب مان وينج تشون

المعلم ييب مان وبروس لي يتدربان على التشي ساو

يعود تاريخ ييب مان مع الفنون القتالية وينج تشون إلى ما بين (1662-1722) بعد الدمار الذي لحق بدير شاولين فوجيان عن طريق قوات كينج. لقد قاموا بالفرار إلى بين حدود اونان وسيشوان، في أحد الأيام شاهدت نغ موي قتال بين افعى وطائر الكركي، وبعد مشاهدتهم يتقاتلان وبدمج الفنون القتالية التي تعلمتها من كونغ فو شاولين لابتكار فن قتالي جديد، كان لدى نغ موي صديقة تدعى يم اي وينج تشون، قامت نغ موي بتعليم فنها القتالي الجديد إلى ايمي وينغ تشون، بعد ان تزوجت ايمي وينج تشون برجل يدعى لونغ بوك-تشو وقامت بتعليمه فنها التي تعلمته من نج موي، الذان اخذوا بتعليمه إلى الاخرين كان ييب مان وكان ليونغ بيك أحد المعلمين الذين تعلم منهم فن الوينج تشون. عمِلَ ييب بمنجم للفحم للحصول على شوال ارز مقابل العروض لضباط اليابانيين لمشاهدة مدى قوة الفرق بين الفنون القتالية الصينية واليابانية حتى ان ييب مان الرجل الصيني لعب مع ضابط كبير للفنون القتالية اليابانية وهزمه وقتل الضابط الياباني وبعدها قامَ أحد مُساعدي الضابط الياباني بأطلاق النار على ييب مان وأصيب بعدها لكنهُ نجا وهرب برفقة أسرتهُ، بعدها أستقرَ ييب في هونغ كونغ في عام 1949 وبدأ في تعليم فن الوينج تشون في فندق كولون وفي عام 1967 أنشأ جمعية الوينج تشون الرياضية وأصيب بالسرطان لاحقاً وتوفي في عام 1972 .

### في الوقت الحاضر
ايب مان كان أول من قام بتعليم فن وينغ تشون في هونغ كونغ في مدرسة تعليمية، طلابه وطلابهم لهم بصمة واضحة على فن وينج تشون اليوم. توفي ايب مان في عام 1972 , وهنالك قصة ان ايب مان قام بدفع المال إلى تشان واه شون حتى يتعلم منه.
بعد ذلك قدم بروس لي إلى أمريكا لتعليم الأشخاص غير الصينيين فن وينج تشون.
أَنُتِجَت العديد من الأفلام عن ييب مان.

## فوائد تمريناتها

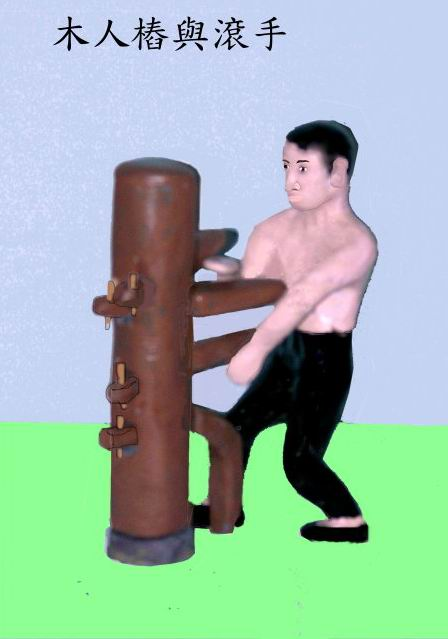
أسطوانة

تمرينات وينج تشون، لها أكثر من مائة حركة دفاعية وهجومية باليد والرجل، يتدرب كل زميلين مع بعضهم بتكرير الحركات لكي يصير ذلك عملا تلقائيا أوتوماتكيا لدى المتدرب، وأما التدريب بخشبة موك يان يونغ (Mu ren zhuang)، فإنَّ التدريب بها له فائدة اكتساب الدفاع التلقائي الأوتوماتيكي؛ وتقوية العضلات والعظام.

## يد فارغة
| 小念頭 | Siu Nim Tao (小念頭; xiǎo niàn tóu; Yale Cantonese ‏: síu nihm tàuh; "little idea" or "little imagination") or Siu Lim Tao (小練頭; xiǎo liàn tóu; Yale Cantonese: síu lihn tàuh; "little practice"). | The first, and most important form in Wing Chun, Siu Lim Tao, is the foundation or "seed" of the art from which all succeeding forms and techniques depend. Fundamental rules of balance and body structure are developed here. Using a car analogy: for some branches this would provide the chassis, for others this is the engine. It serves basically as the alphabet for the system. Some branches view the symmetrical stance as the fundamental fighting stance, while others see it as more a training stance used in developing technique. |  |
| 尋橋   | وينغ تشون (尋橋; بينيين: xún qiáo; Yale Cantonese ‏: cham4 kiu4; "seeking the bridge". Alternately "sinking bridge" بينيين: chen qiáo; Yale Cantonese ‏: sám kìuh;)                                    | The second form, Chum Kiu, focuses on coordinated movement of bodymass and entry techniques to "bridge the gap" between practitioner and opponent and move in to disrupt their structure and balance. Close-range attacks using the elbows and knees are also developed here. It also teaches methods of recovering position and centerline when in a compromised position where Siu Nim Tao structure has been lost. For some branches bodyweight in striking is a central theme, whether it be from pivoting (rotational) or stepping (translational). Likewise for some branches, this form provides the engine to the car. For branches who use the "sinking bridge" interpretation, the form takes on more emphasis of an "uprooting" context adding multi-dimensional movement and spiraling to the already developed engine. |  |
| 鏢指   | Biu Tze (鏢指; بينيين: biāo zhǐ; Yale Cantonese ‏: bìu jí; "darting fingers") | The third form, Biu Jee, is composed of extreme short-range and extreme long-range techniques, low kicks and sweeps, and "emergency techniques" to counter-attack when structure and centerline have been seriously compromised, such as when the practitioner is seriously injured. As well as pivoting and stepping, developed in Chum Kiu, a third degree of freedom involving more upper body and stretching is developed for more power. Such movements include very close range elbow strikes and finger thrusts to the throat. For some branches this is the turbo-charger of the car. For others it can be seen as a "pit stop" kit that should never come in to play, recovering your "engine" when it has been lost. Still other branches view this form as imparting deadly "killing" and maiming techniques that should never be used if you can help it. A common wing chun saying is "Biu Jee doesn't go out the door." Some interpret this to mean the form should be kept secret, others interpret it as meaning it should never be used if you can help it. |  |

## دمية خشبية
| 木人樁 | موك يان يونغ (木人樁; بينيين: mùrénzhuāng; Yale Cantonese ‏: muhk yàhn jòng; "wooden dummy") | The Muk Yan Jong form is performed against a "موك يان يونغ", a thick wooden post with three arms and a leg mounted on a slightly springy frame representing a stationary human opponent. Although representative of a human opponent, the dummy is not a physical representation of a human, but an energetic one. Wooden dummy practice aims to refine a practitioner's understanding of angles, positions, and footwork, and to develop full body power. It is here that the open hand forms are pieced together and understood as a whole. |  |

## أسماء وتدوين
في الصين، هذا الفن القتالي يشار إليه عموما (咏春拳) (الكتابة المبسطة) أو (詠春拳) (الكتابة التقليدية). إذ هو مكتوب بالتساوي تقريبا في كل من التقليدية والمبسطة، لم يتم نطقه وكتابته في نفس الطريق وفقا للمناطق واللهجات: (Yǒngchūn)تشيوان الماندرين الافندي بينيين، وينغ تشون كوين في واد - جايلز الكانتونية. وتتكون من مقطعين حيث: (拳) (تشيوان / كوين) يعني "الملاكمة قبضة" وعلى المدى (詠 春) (الجناح تشون في الكانتونية)؛ ويترجم الاسم الكامل ب "الجناح تشون الملاكمة. في تسميته قصيرة، تم تعيينه فنون الدفاع عن النفس ببساطة عن طريق هذين الصينية:
- (詠) وينغ «الغناء، الغناء...»
- (春) تشون / تشون: «حيوية الربيع...»